# Eugene Commins

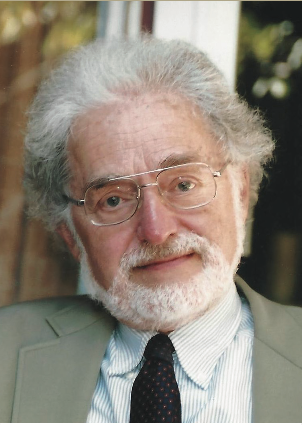
Eugene Commins

Eugene David Commins (* 1. Juli 1932 in New York; † 26. September 2015) war ein US-amerikanischer Physiker.

## Leben
Commins studierte Physik und Mathematik am Swarthmore College (Bachelor 1953) und promovierte 1958 an der Columbia University. Danach war er dort Instructor und ab 1960 Assistant Professor an der University of California, Berkeley, wo er 1969 Professor wurde. Seit 2005 war er dort Professor Emeritus. 1972 bis 1974 stand er dort der Physik-Fakultät vor. 1963 und 1979 erhielt er den Distinguished Teaching Award der Universität.
1987 wurde er Mitglied der National Academy of Sciences und außerdem der American Academy of Arts and Sciences und der American Association for the Advancement of Science sowie Fellow der American Physical Society. 2010 erhielt er den ersten J. D. Jackson Excellence in Graduate Education Award der American Association of Physics Teachers. 2005 erhielt er die Oersted Medal. 1962 wurde er Sloan Research Fellow.

## Werk
Commins beschäftigte sich mit Atom- und Molekülphysik sowie Optik und der Schwachen Wechselwirkung. Seiner Gruppe gelang es nach über zehn Jahren Arbeit, eine sehr niedrige obere Grenze für das elektrische Dipolmoment des Elektrons anzugeben. Die Existenz eines solchen Dipolmoments würde Hinweise auf Verletzung der P- und T-Symmetrie (P=Parität, T=Zeitumkehr) liefern und auf Erweiterungen des Standardmodells der Elementarteilchen (zum Beispiel Technicolor-Theorien oder Supersymmetrische Theorien).
Zu seinen Studenten zählt Steven Chu.

## Schriften
- Electric dipole moment of leptons, in: Bederson, Walther (Hrsg.), Advances in Atomic, Molecular, and Optical Physics, Bd. 40 1999, S. 1–56
- Commins, Philip Bucksbaum: Weak interactions of leptons and quarks, Cambridge University Press 1983
- Weak interactions, McGraw Hill 1973